# Cornelia Sorabji
Cornelia Sorabji (India, 15 de noviembre de 1866, 6 de julio de 1954) fue una abogada, reformadora social y escritora india. Fue la primera mujer graduada de la Universidad de Bombay, la primera mujer en estudiar derecho en la Universidad de Oxford, y la primera defensora de la India.

## Biografía

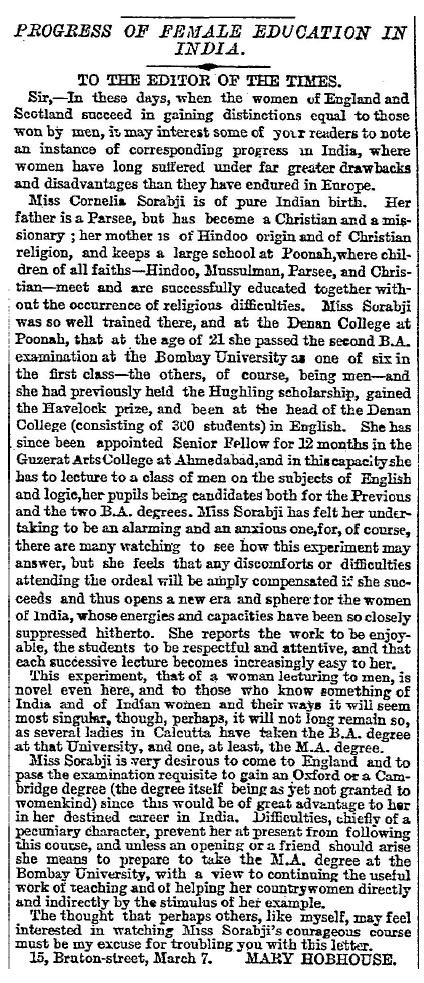
Carta de Mary Hobhouse, publicada en The Times, 13 de abril de 1888, Sorabji

Nació en Devlali de un parsi, fue una de nueve hijos, y fue nombrada en honor a Lady Cornelia Maria Darling Ford, su abuela adoptiva. Su padre, el reverendo Sorabji Karsedji, era un misionero cristiano, y Sorabji creía que había sido una figura clave para convencer a la Universidad de Bombay de que admitiera mujeres en sus programas de grado. Su madre, Francina Ford, fue adoptada a la edad de doce años y criada por una pareja británica, y ayudó a establecer varias escuelas para niñas en Poona (ahora Pune). Debido en parte a su influyente posición social, las mujeres locales a menudo consultaban a Ford sobre los derechos de herencia y propiedad. Muchas de las decisiones educativas y profesionales posteriores de Sorabji estarían muy influenciadas por su madre.
Cornelia Sorabji tenía cinco hermanas sobrevivientes, incluida la educadora y misionera Susie Sorabji y la doctora en medicina Alice Pennell, y un hermano sobreviviente; otros dos hermanos murieron en la infancia. Pasó su infancia inicialmente en Belgaum y luego en Pune. Recibió su educación tanto en casa como en las escuelas misioneras. Se inscribió en Deccan College y afirma haber encabezado la Presidencia en su examen final de grado, lo que le habría dado derecho a una beca del gobierno para estudiar más en Inglaterra. Según Sorabji, se le negó la beca y, en cambio, tomó un puesto temporal como profesora de inglés en una universidad para hombres en Gujarat.
Después de convertirse en la primera mujer graduada de la Universidad de Bombay, Sorabji escribió en 1888 a la Asociación Nacional India pidiendo ayuda para completar su educación. Esto fue defendido por Mary Hobhouse (cuyo esposo Arthur era miembro del Consejo de la India) y Adelaide Manning, quien contribuyó con fondos, al igual que Florence Nightingale, Sir William Wedderburn y otros. Sorabji llegó a Inglaterra en 1889 y se quedó con Manning y Hobhouse. En 1892, recibió un permiso especial por Decreto Congregacional, debido en gran parte a las peticiones de sus amigos ingleses, para tomar el examen de posgrado de Licenciatura en Derecho Civil en Somerville College, Oxford, convirtiéndose en la primera mujer en hacerlo.
Sorabji fue la primera mujer admitida como lectora en la Biblioteca Codrington de All Souls College, Oxford, por invitación de Sir William Anson en 1890.

## Carrera legal

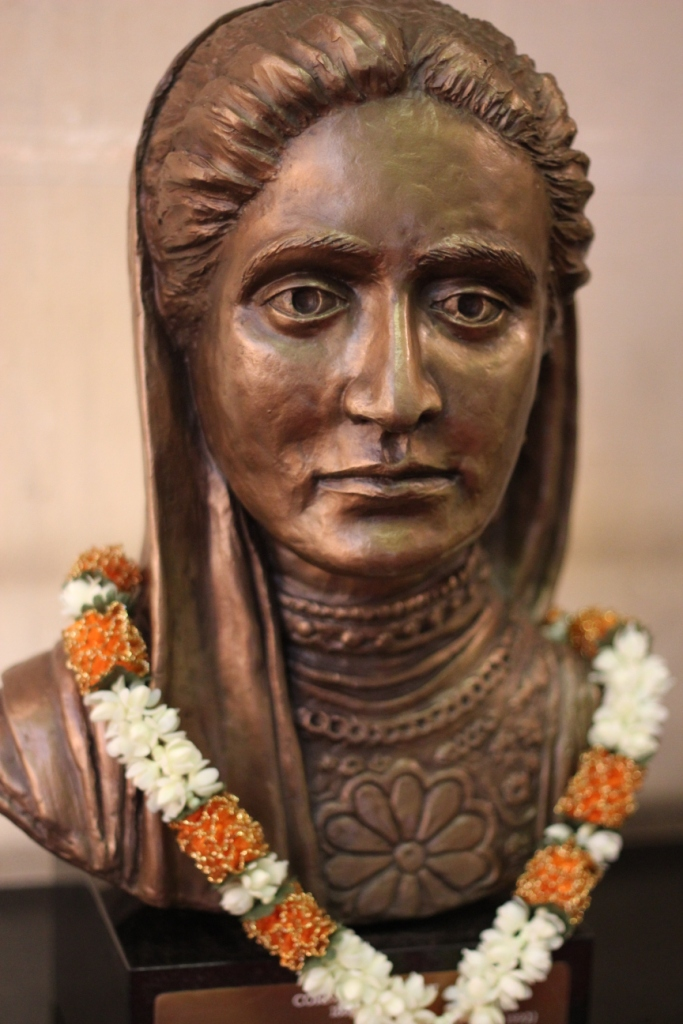
Busto de Cornelia Sorabji en Lincoln's Inn, tomado en la Conferencia Especial de Gresham 2012

Al regresar a la India en 1894, Sorabji se involucró en el trabajo social y de asesoría en nombre de las purdahnashins, mujeres a las que se les prohibió comunicarse con el mundo exterior masculino. En muchos casos, estas mujeres poseían una propiedad considerable, pero no tenían acceso a la experiencia legal necesaria para defenderla. Sorabji recibió un permiso especial para presentar alegatos en su nombre ante los agentes británicos de los principados de Kathiawar e Indore, pero no pudo defenderlos en los tribunales ya que, como mujer, no tenía posición profesional en el sistema legal indio. Con la esperanza de remediar esta situación, Sorabji se presentó para el examen de LLB de la Universidad de Bombay en 1897 y el examen de la abogada del Tribunal Superior de Allahabad en 1899. Sin embargo, a pesar de sus éxitos, Sorabji no sería reconocida como abogada hasta que la ley, que prohibía el ejercicio de las mujeres, se cambiara en 1923.
Sorabji comenzó a solicitar a la Oficina de la India ya en 1902 que proporcionara una asesora legal para representar a mujeres y menores en los tribunales provinciales. En 1904, fue nombrada Asistente de la Corte de los Barrios de Bengala y en 1907, debido a la necesidad de tal representación, Sorabji estaba trabajando en las provincias de Bengala, Bihar, Orissa y Assam. En los próximos 20 años de servicio, se estima que Sorabji ayudó a más de 600 mujeres y huérfanos a librar batallas legales, a veces sin costo alguno. Más tarde escribiría sobre muchos de estos casos en su obra Between the Twilights y sus dos autobiografías. En 1924, la profesión jurídica se abrió a las mujeres en la India y Sorabji comenzó a ejercer en Kolkata. Sin embargo, debido a los prejuicios masculinos y la discriminación, se limitó a preparar opiniones sobre los casos, en lugar de presentarlos ante el tribunal.[cita requerida]
Sorabji se retiró del tribunal superior en 1929 y se instaló en Londres, visitando la India durante los inviernos. Murió en su casa, Northumberland House en Green Lanes en Manor House, Londres, el 6 de julio de 1954, a la edad de 87 años. 

## Trabajo social y de reforma
A principios de siglo, Sorabji participó en reformas sociales. Estuvo asociada con la rama de Bengala del Consejo Nacional de Mujeres de la India, la Federación de Mujeres Universitarias y la Liga de Bengala de Servicios Sociales para Mujeres. Por sus servicios a la nación india, recibió la Medalla de Oro Kaisar-i-Hind en 1909. Aunque era anglófila, Sorabji no deseaba ver "la imposición total de un sistema legal británico en la sociedad india, como tampoco buscaba el trasplante de otros valores occidentales". Al principio de su carrera, Sorabji había apoyado la campaña por la independencia de la India, relacionando los derechos de las mujeres con la capacidad de autogobierno. Aunque apoyaba la vida y la cultura tradicionales de la India, Sorabji promovió la reforma de las leyes hindúes sobre el matrimonio infantil y el Sati de las viudas. A menudo trabajó junto a su compañera reformadora y amiga Pandita Ramabai. Sin embargo, ella creía que el verdadero impulso detrás del cambio social era la educación y que hasta que la mayoría de las mujeres analfabetas tuvieran acceso a ella, el movimiento del sufragio sería un fracaso (ver El sufragio femenino en la India).
Sin embargo, a finales de la década de 1920, Sorabji había adoptado una actitud antinacionalista acérrima, creyendo que los británicos necesitaban estar en India para contrarrestar el dominio hindú. En 1927, participó activamente en la promoción del apoyo al Imperio y la preservación del gobierno del Raj británico. Consideró favorablemente el polémico ataque al autogobierno indio en el libro de Katherine Mayo Mother India (1927), y condenó la campaña de desobediencia civil de Mahatma Gandhi . Realizó una gira por India y Estados Unidos para difundir sus opiniones políticas, lo que terminaría costándole el apoyo necesario para emprender reformas sociales posteriores. Uno de esos proyectos fallidos fue la Liga de Bienestar Infantil, Maternidad y Enfermería de Distrito.

## Memoriales
En 2012, se presentó un busto de ella en Lincoln's Inn, Londres. Un Doodle de Google celebró su 151 cumpleaños el 15 de noviembre de 2017.